# 華南集團
華南集團有限公司，簡稱華南集團（英語：WAH NAM GROUP LIMITED，港交所除牌時0159.HK），在1985年立，則在同年7月5日曾在香港交易所主板上市，當時業務是在香港經營房地產和股票買賣，前身為「河聯投資有限公司」及「顯江置業有限公司」。
但在2000年開始發生財政問題，於是在2001年12月初，鄭榕彬聯同相關企業進行重組，則在2002年1月1日，在百慕達註冊名為華南投資控股有限公司，同年9月16日，已被華南投資控股有限公司（布萊克萬礦業有限公司前身）作介紹形式上市。

## 連結
- wnintl.com